# Journal of Aging & Social Policy
Journal of Aging & Social Policy  es una revista de ciencias sociales y médicas revisada por pares que cubre temas relacionados con el envejecimiento y las políticas públicas. Actualmente publica 6 números al año. Fue establecido en 1989 y es publicada por Routledge. El editor en jefe es Edward Alan Miller (Universidad de Massachusetts Boston). Según Journal Citation Reports, la revista tiene un factor de impacto en 2019 de 1,444. 

## Métricas de revista
2022
- Web of Science Group : 2.283
- Índice h de Google Scholar: 37
- Scopus: 6.086